# Мо-цзы (спутник)
«Мо-цзы» (кит. упр. 墨子), Quantum Science Satellite (QSS), QUESS (кит. упр. 量子科学实验卫星), Mozi — первый спутник в мире, предназначенный для квантовой передачи информации на Землю. QSS является проектом Китайской академии наук при участии Австрийской академии наук. Общая стоимость оценивается около 100 млн долларов. Спутник назван в честь древнекитайского философа Мо-цзы. Масса аппарата составляет более 600 кг. 18 января 2017 года, после четырёх месяцев тестирования на орбите, спутник был сдан в эксплуатацию.

## Запуск
Запуск был произведён 16 августа 2016 в 01:40 по пекинскому времени (15 августа 2016 в 20:40 мск) с космодрома Цзюцюань в пустыне Гоби (северо-западная провинция Ганьсу) с помощью ракеты-носителя «Чанчжэн-2D». В ходе данной миссии также были запущены ещё два спутника: разработанный Академией наук Китая спутник для научных экспериментов с разреженной атмосферой «LiXing-1» (LX-1, «Сила звёзд 1»), а также небольшой испанский спутник для научных экспериментов 6-юнитный кубсат «³Cat-2».

## Задачи
Одной из задач миссии является осуществление квантовой передачи информации и установка защищённого канала связи между Пекином и Веной, полностью неуязвимого для хакеров. Спутник в течение четырёх месяцев после вывода на орбиту проходил орбитальное тестирование. По состоянию на 18 января 2017, тестирование спутника закончено, все системы работают исправно и спутник переводится в фазу эксплуатации на орбите.

## Описание квантового эксперимента
Оборудование на спутнике предполагает проведение нескольких видов экспериментов на основе технологии квантовой телепортации. Основным экспериментом является передача по наземному каналу зашифрованного шифром Вернама сообщения, параллельно через спутник будет осуществляться приём и передача запутанных частиц, квантовые состояния которых будут в определённый момент времени являться ключами для шифра.

## Научное оборудование
Космический аппарат оснащён коммуникатором квантового ключа, излучателем квантовой запутанности, источником квантовой запутанности, процессором и контроллером квантового эксперимента, а также высокоскоростным когерентным лазерным коммуникатором.

## В филателии
17 сентября 2017 года почта КНР выпустила почтовую марку из серии «Научно-технологические инновации»
(кит. упр. 科技创新) с изображением спутника «Мо-цзы» над территорией КНР. Текст на марке гласит: «„Мо-цзы“. Спутник квантового научного эксперимента» (кит. упр. 「墨子号」量子科学实验卫星).